# Стойкий оловянный солдатик (мультфильм)
«Сто́йкий оловя́нный солда́тик» — советский рисованный мультфильм, снятый по одноимённой сказке Ханса Кристиана Андерсена на киностудии «Союзмультфильм» в 1976 году.

## Сюжет
Мультфильм начинается и заканчивается за столом писателя, который сочиняет сказку и читает её зрителям.
Одноногий оловянный солдатик остаётся на ночь в карауле возле своей коробки и наблюдает за прекрасной танцовщицей. Они влюбляются друг в друга, но маленький злой тролль из табакерки пытается сначала добиться расположения девушки, а потом, когда она не принимает его подарков, решает запугать танцовщицу. Солдатик храбро вступается за неё, и соперник решает отомстить ему, заманив на подоконник и сбросив вниз.
На улице идёт дождь. Солдатик оказывается в бумажном кораблике, и течение уносит его в сточную трубу. Здесь появляется единственный второстепенный персонаж мультфильма — крыса в дырявой шляпе, с алебардой и сумкой через плечо. Она кричит, что не пустит его, требуя пропуск и угрожая прокусить. Солдатик борется с ней, но крыса разрубает кораблик, и солдатик отправляется на дно, где его проглатывает щука. Рыбу ловят, и она попадает на разделочный стол в тот самый дом, где начались приключения солдатика.
Попав на каминную полку, солдатик видит танцовщицу и решает спуститься к ней, но мстительный тролль кидает ему под ноги чёрное сердечко на цепочке. От облицовки камина отваливается кусочек, на котором стоял солдатик, и он падает прямо в огонь. Тая от жара, солдатик пытается остановить танцовщицу, но она прыгает со стола прямо к нему в объятия и сгорает вместе с ним, а злой тролль от горя рассыпается в чёрную пыль.
На следующий день служанка, выгребая из топки золу, нашла в ней маленький комочек олова, похожий на сердечко, и обгорелую и почерневшую, как уголь, блёстку.

## Над фильмом работали
- Автор сценария — Алла Ахундова
- Режиссёр и художник-постановщик — Лев Мильчин
- Композитор — Ян Френкель
- Оператор — Михаил Друян
- Звукооператор — Борис Фильчиков
- Редактор — Татьяна Папорова
- Художники-мультипликаторы: Марина Восканьянц, Татьяна Померанцева, Виктор Шевков, Николай Фёдоров, Александр Панов, Алексей Букин
- Художники-декораторы: Ирина Светлица, Ирина Троянова
- Ассистенты: Зинаида Плеханова, О. Павлова, Н. Козлова
- Монтаж — Ольги Василенко
- Фильм озвучивали:
  - Мария Виноградова — оловянный солдатик
  - Алексей Консовский — текст от автора
  - Сергей Цейц — тролль из табакерки / крыса
- Директор картины — Фёдор Иванов

## Критика
Разницу между персонажами аниматоры подчеркивают с помощью анимации и их движения: одноногий Солдатик двигается неуклюже, а Танцовщица кажется невесомой. Грациозность и гибкость движений Танцовщицы подчеркивается с помощью элементов классического балета. Финал мультфильма не воспринимается как трагедия и не вызывает подавленности и опустошения, поскольку герои мультфильма – лишь ожившие предметы обозначающие чувства людей, они как и финал воспринимаются символически-условно.